# Look into the Eyeball
Look into the Eyeball è un album discografico in studio del musicista statunitense David Byrne, pubblicato nel 2001.

## Tracce
Tutti i brani sono scritti e arrangiati da David Byrne.
1. U.B. Jesus – 3:49
2. The Revolution – 2:15
3. The Great Intoxication – 2:36
4. Like Humans Do – 3:32
5. Broken Things – 4:29
6. The Accident – 2:34
7. Desconocido Soy (feat. Rubén Isaac Albarrán Ortega) – 2:38
8. Neighborhood – 4:32
9. Smile – 3:33
10. The Moment of Conception – 2:55
11. Walk on Water – 3:26
12. Everyone's in Love with You – 2:27